# Рудоок чорний
Рудоо́к чорний (Phlegopsis erythroptera) — вид горобцеподібних птахів родини сорокушових (Thamnophilidae). Мешкає в Амазонії.

## Опис
Довжина птаха становить 18,5 см. Самці мають переважно чорне забарвлення, спина, надхвічтя і покривні пера крил у них поцятковані тонкими білими смугами. Навколо очей плями голої яскраво-червоної шкіри. Самиці мають переважно рудувато-коричневе забарвлення, крила і хвіст у них чорнуваті, на крилах жовтуваті смуги. Плями навколо очей у них менші.

## Підвиди
Виділяють два підвиди:
- P. e. erythroptera (Gould, 1855) — південно-східна Колумбія (на південь від Мети і Ґуайнії), південний захід Венесуели (південний Амасонас), схід Еквадору, північний схід Перу (Лорето) і північний захід Бразильської Амазонії (на схід до Ріу-Негру);
- P. e. ustulata Todd, 1927 — схід Перу, південний захід Бразильської Амазонії (на схід до Мадейри) і крайній північний захвід Болівії (північний зпхід Пандо).

## Поширення і екологія
Чорні рудооки мешкають в Колумбії, Еквадорі, Перу, Болівії, Бразилії і Венесуелі. Вони живуть в підліску вологих рівнинних тропічних лісів. Зустрічаються на висоті до 550 м над рівнем моря. Живляться комахами, слідкують за переміщенням кочових мурах.